# Aloe propagulifera
Aloe propagulifera é uma espécie de liliopsida do gênero Aloe, pertencente à família Asphodelaceae.